# أبو صير دفنو
قرية أبو صير دفنو هي إحدى القرى التابعة لمركز أطسا في محافظة الفيوم في جمهورية مصر العربية. حسب إحصاءات سنة 2006، بلغ إجمالي السكان في أبو صير دفنو 4925 نسمة، منهم 2423 رجل و2502 امرأة.